# Jacky (Schimpanse)
Jacky war ein männlicher Schimpanse (lateinisch Pan troglodytes), der im amerikanischen Raumfahrtprogramm und bei Eiskunstlauf-Shows eingesetzt wurde. Sein Körper wird heute als Präparat im Zoologischen Museum Zürich ausgestellt.

## Leben

### Herkunft und Rolle bei der NASA
Jacky wurde im Jahr 1958 in Sierra Leone gefangen. Das Land spielte damals im internationalen Affenhandel eine zentrale Rolle; mehr als 80 % der Schimpansen in der Westlichen Welt stammten aus dem Land. Wichtige Abnehmer der gefangenen Individuen waren zoologische Gärten, Laboratorien und die Unterhaltungsbranche. Via die Hauptstadt Freetown gelangte Jacky in die Vereinigten Staaten, wo er der damals neu gegründeten NASA zu Forschungszwecken diente. Im Rahmen des Mercury-Programms nutzte die NASA zuerst Rhesusaffen und danach Schimpansen als Testpiloten, die als «Schimponauten» bezeichnet wurden. Jacky absolvierte das Trainingsprogramm; Teil davon war es, stilles Sitzen auf den Pilotensitzen zu lernen und die Beschleunigung während des Starts in Zentrifugen und die Abnahme des Luftdrucks in Dekompressionskammern mit den Schimpansen als Versuchstiere zu simulieren. Des Weiteren wurde den Schimpansen die Betätigung von Hebeln beim Aufleuchten von Lampen beigebracht. Jacky gehörte am Ende jedoch nicht zu den beiden Ausgewählten (ausgewählt wurden die Schimpansen Ham und Enos), die 1961 die zwei Testflüge absolvierten, sondern war wohl 1959 oder 1960 ausgemustert worden.

### Schlittschuhlaufender Schimpanse
Lucien Meyer, ein Artist der Eisclowntruppe Luparescos, erwarb Jacky aus dem Pool von ausgesonderten NASA-Schimpansen, gab ihm seinen Namen und begann ihn zu trainieren. Meyer trat mit Jacky zum ersten Mal 1960, an der Wiener Eisrevue, auf und ging in den folgenden Jahren regelmässig mit ihm auf Tournee. Jacky erlangte daraufhin als Schlittschuh laufender Schimpanse grosse Beliebtheit beim Publikum. Er war imstande, Saltos und andere Kunststücke zu vollführen und verteilte Küsschen. Während der Zwischensaison hielt sich Jacky in Au ZH bei einem Hundezüchter und Dompteur auf, wo er in einem Aussengehege lebte. 1965 wurde Jacky von Meyer ausgemustert, da Schimpansenmännchen mit sieben Jahren die Geschlechtsreife erlangen und sich daraufhin kaum mehr bändigen lassen.

### Aufenthalt im Tierheim und Tod
Jacky lebte daraufhin in einem Tierheim in Au, wo er in die Familie des Heimbesitzers integriert wurde und gemeinsam mit den Tierpflegern am Tisch essen durfte. Dadurch wurde Jacky stark vermenschlicht, so trank und rauchte er zum Beispiel. Er erregte auch mediale Aufmerksamkeit; die Schweizer Illustrierte widmete ihm eine Fotogeschichte. Jacky starb 1969; die Todesursache war vermutlich ein Herzversagen, was bei im Showgeschäft eingesetzten Tieren keine Seltenheit ist.

## Präparat
Nach seinem Tod wurde Jackys Körper von einem Tierarzt dem Tierspital Zürich zugeführt. Dieses bot den Körper dem Zoologischen Museum Zürich für seine Sammlung an. Das Museum liess Jackys Körper von zwei Präparatoren nach der Methode der hautlosen Dermoplastik präparieren, die das Exponat robuster und resistenter gegenüber Befall macht als ein herkömmliches Präparat. Dabei wurde gemäss Berichten der Präparatoren angestrebt, dem Präparat nach wissenschaftlichen Kriterien eine möglichst neutrale und natürliche Pose zu geben, was der Tradition der Jahrzehnte zuvor widersprach, die oftmals zum Ziel hatte, die Präparate möglichst spektakulär und wild darzustellen.